# سیارک ۲۴۰۳۲
سیارک ۲۴۰۳۲ (به انگلیسی: 24032 Aimeemcarthy، نامگذاری:1999RO212) بیست و چهار هزار و سی و دومین سیارک کشف شده‌است که در ۸ سپتامبر ۱۹۹۹ کشف شد.
قدر مطلق سیارک برابر ۱۷.۸ است.